# Laevicaulis haroldi
Laevicaulis haroldi es una especie de molusco gasterópodo de la familia Veronicellidae en el orden de los Stylommatophora. Pertenecen al género Laevicaulis.

## Distribución geográfica
Es  endémica de Sudáfrica.

## Estado de conservación
Se encuentra amenazada de extinción por la pérdida de su hábitat natural.